# Fontaine des Vallenet
La fontaine des Vallenet – ou fontaine de la place de l'Ancienne-Halle – est une fontaine publique française à Aubusson, dans la Creuse.
C'est un monument historique inscrit depuis le 15 juin 1926.